# Старков Зуб
Старков Зуб (мкд. Старков Заб) је планински врх висок 2213 метара у горском ланцу Ниџе. Налази 2,8 km западно од Кајмакчалана, југоисточно од Битоља. Врх је био поприште боја на Солунском фронту у Првом светском рату.

## Солунски фронт
Старков Зуб је био поред Кајмакчалана и Кочобеја бугарска фортификација за време солунског фронта. Након заузимања Кајмакчалана 1916. бугарске трупе једно време су дејствовале артиљеријом са планина Кочобеј и Старков Зуб, које се налазе западно и источно од Кајмакчалана.